# 私立学校令
私立学校令（しりつがっこうれい、明治32年8月3日勅令第359号）は、1899年（明治32年）8月3日に公布、翌8月4日より1947年（昭和22年）3月31日まで施行された日本の勅令。公布・施行から第二次世界大戦終了後の学制改革直前まで、日本の私立学校を統制し続けた。同勅令の実施に際する細則として、私立学校令施行規則が付随した。

## 概要
私立学校令は当初、17か条、附則3か条の合計20か条からなった。同令の改正は廃止されるまでに4度行われているが、最後の改正は国民学校令の公布に伴って行われた、昭和16年勅令第156号である。
私立学校令は、私立学校のみを対象とする最初の法令であり、同令によって私学の基盤が一定整備され、日本の近代教育の中で私学の存在が正当なものに位置付けられたと見ることができるが、同時に私学は直接・間接的に国家の教育政策からの強い統制を受け、官立・公立学校同様に教育勅語を中心とする天皇制教育の中に収められていったとする評価がある。
その主な内容は、
- 私立学校は地方長官の監督に属し、設置・廃止や設立者の変更を監督庁に申し出ること（第1・2条）。
- 私立学校の校長・教職員の欠格条項の規定（第4条）。
- 監督庁の私立学校に対する閉鎖命令の規定（第10条）。

などである。
私立学校令は、小学校令、中学校令、高等学校令、大学令などの諸学校令とは一般法・特別法の関係にあった。つまり、私立中学校を設置する場合はまず中学校令に基づいて手続きをとり、それ以外の残りの部分に関しては私立学校令に記された要件を補充的に満たす必要があったのである。なお、私立学校令のみによって設置された私立学校は各種学校として数えられた。また、国民学校については、私立は認められず、それまでの私立小学校は、私立学校令のみによって設置されたものとみなされ、かつ、課程が国民学校と同等である旨の認可を受けた場合は、就学義務の履行について国民学校在学と同等とみなすという扱いにされた。

## 制定の背景
明治中期以降、条約改正によって在日外国人の内地雑居が進展するにつれ、外国人経営による私立学校が増加したが、これらの学校には、キリスト教教会を設立母体とするミッションスクールが多く含まれていた。教育勅語中心の教育の推進をはかる文部当局にとって、キリスト教系学校の拡張は危惧すべきものに映り、宗教教育に枠をかけようとする動きが現れ始め、私立学校令も、当初はそのような学校における宗教教育・活動の規制を意図したものであった。
しかし、制定への過程を経るにつれ、同令の持つ性質は私立学校全体のあり方の統制へと変化していった。その要因として、当時の社会では、私立学校は官公立学校に比較して「官尊民卑」といわれるような低位の評価に甘んじていたことや、教育は国家の重要事業で、私学はその一部を代行しているに過ぎず、厳格な監督が必要であるという見方があったことが挙げられる。
また、当初見込まれていたキリスト教系学校の排除は、私立学校令と同時に公布された明治32年文部省訓令第12号（いわゆる「宗教教育禁止令」）を通じて行われた。同訓令では、各種学校を除く官公私立学校での宗教教育・活動が学科課程・課程外を問わず禁じられたが、宗教教育が継続不可能となったことでキリスト教系学校の多くは深刻な問題に直面した。それは、制限や干渉を受けながらも正規の中学校・高等女学校となるか、徴兵猶予や上級学校進学権といった特典を返上してでも宗教教育を続けるか、といった選択を迫られるものであった。従来の教育方針を掲げ、後者の道を選んだ青山学院の場合は、学校が特典を喪失した後に生徒の中退や転学が相次ぎ、一時期経営が窮地に立たされたという。

## 改正
私立学校令の改正は以下の通り。
- 明治44年勅令第218号
- 大正8年勅令第19号
- 大正12年勅令第381号
- 昭和16年勅令第156号

### 明治44年の改正
1911年（明治44年）の改正では、第2条に追加項目が付され、中学校や専門学校を設置する際には財団法人を組織することが求められた。また、第7条にて、監督庁もが校長・教職員の解職権を認められたほか、罰則規定や用語などの細部の修正が行われた。

## 廃止
太平洋戦争終結後、日本の民主化に伴う教育改革の一環として、私学政策の見直しも求められた。戦前、私立学校が国家事業としての教育を代行する者として捉えられ、強権的な統制や監督を受け、戦時中には国体意識昂揚に伴って特に宗教系学校が有形無形の圧迫を加えられたことに対する反省や、戦後、私学が公共的性格を有する存在として見直され、国の助成・振興が必要とされたことから、私立学校の自由裁量の拡大、監督の大幅な縮小などが教育基本法、学校教育法、私立学校法で認められるに至り、私立学校令は学校教育法第94条によって、私立学校令施行規則は学校教育法施行規則第82条によって廃止された。